# روبرت د. أتكينسون
روبرت د. أتكينسون (بالإنجليزية: Robert David Atkinson)‏ هو اقتصادي أمريكي، ولد في 22 نوفمبر 1954 في كالغاري في كندا.